# Посёлок 1-го участка института имени Докучаева
Посёлок 1-го уча́стка институ́та им. Докуча́ева — населённый пункт в Таловском районе Воронежской области.
Входит в состав Каменно-Степного сельского поселения.

## География
В посёлке имеются две улицы — Ключникова и Луговая.

## Население
| 2010 |
| ---- |
| 1986 |

## Достопримечательности
На территории посёлка 1-го участка института имени Докучаева находится Докучаевский колодец, вырытый в 1892 году экспедицией, руководимой В. В. Докучаевым для измерения грунтовых вод в Каменной степи.